# Nurlu
Nurlu är en kommun i departementet Somme i regionen Hauts-de-France i norra Frankrike. Kommunen ligger i kantonen Péronne som tillhör arrondissementet Péronne. År 2022 hade Nurlu 370 invånare.

## Befolkningsutveckling
Antalet invånare i kommunen Nurlu
| Referens: INSEE |